# 鏈坑

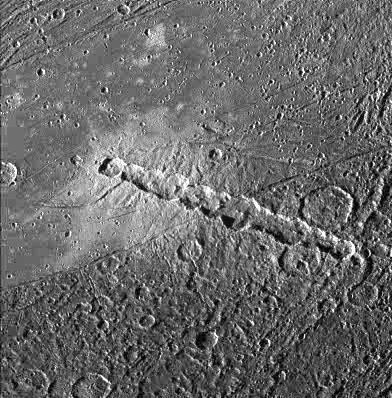
木衛三上的恩基鏈坑，是粉碎的天體（通常是彗星）撞擊形成的。該影像範圍寬約 120 英哩

鏈坑是指天體表面排成一列的多個撞擊坑。國際天文聯會的行星體系命名法將鏈坑稱為「Catena」（複數為 Catenae）。

## 概述
鏈坑的形成一般認為是某一天體受潮汐力作用分裂為多個小天體後，仍維持原軌道不变，並逐一撞擊在較大天體上所致，或由火山斷裂帶构成。最典型的例子就是撞擊木星的苏梅克-列维9号彗星。航海家計畫在木衛四發現了13串鏈坑，木衛三發現了3串。
月球上的鏈坑經常是在大陨坑旁呈輻射狀分布，這可能是大撞擊坑形成時所抛出的噴发物再次撞擊月表形成的次生坑或是火山斷裂帶上的火山噴發活動造成。

## 外部連結
- Catena on Callisto （页面存档备份，存于）
- Lunar Crater Chains （页面存档备份，存于）
- Galery
- Moon nomenclature catenae